# Arctosa bakva
Arctosa bakva là một loài nhện trong họ Lycosidae.
Loài này thuộc chi Arctosa. Arctosa bakva được Carl Friedrich Roewer miêu tả năm 1960.